# Геологія Нігерії
Геологічна будова Нігерії.
Б.ч. території Нігерії розташована в межах Бенін-Нігерійського і Камерунського докембрійських масивів, складених граніто-гнейсами, мігматитами, гнейсами, кристалічними сланцями, чарнокітами катархейсько-архейської доби і більш молодими метаосадовими породами, з якими пов'язані осн. залізорудні родовища.
Породи фундаменту прорвані інтрузивно-метасоматичними утвореннями верхнього протерозою — т.зв. древніми гранітами. У сх. частині країни, на плато Джос, є ряд кільцевих інтрузій молодих гранітів (палеозой — юра), з якими пов'язані комплексні родов. руд олова, тантало-ніобатів, вольфраму, молібдену, урану. В ряді районів на ранньодокембрійський фундамент накладені вузькі меридіональні прогини, виконані сланцями, кварцитами, амфіболітами, мармурами, конґломератами пізнього докембрію. Фундамент місцями перекритий осадовими породами мезозою — кайнозою, які досягають найбільшої потужності між Бенін-Нігерійським і Камерунським масивами (ґрабен Бенуе) і в периокеанічному прогині дельти р. Нігер.
Ґрабен Бенуе виконаний вугленосними відкладами крейди, які зім'яті в складки, місцями ускладнені скидами і прорвані осн. інтрузіями. Периокеанічний прогин дельти Нігеру являє собою монокліналь з падінням шарів у бік океану. З осадовими породами цих депресій пов'язані родов. нафти і газу, кам. і бурого вугілля, зал. руд, свинцю, цинку, фосфоритів, цем. сировини, каоліну. Приморська смуга шириною 50-250 км перекрита палеоген-неогеновими морськими і четвертинними алювіальними відкладами.